# Jetabbs.org
jetabbs.org（ジェタビービーエス）は、かつて存在していた電子掲示板。

## 概要
管理人自身がFreeBSDをデスクトップ用途で使用している関係もあり、PCUnix板が活況。その他、じぇたじぇた板という雑談板も活況。また、2ちゃんねるにはない能力開発板という、自己啓発及び能力開発用の板があり、たびたび警察沙汰となることがある。能力開発板に関しては、netabbs.infoより引き継いだ。最近はコピー元サイトであるnetabbs.infoよりも、書き込み内容が充実している。netabbs管理人が世を忍ぶ姿で現れているのは公然の秘密。2005年まで頻繁におきていた荒し行為はほぼ静まり、粛々と住民により能力開発に関する書き込みが行われている。

## 歴史
- 2005年3月12日に、管理人izis（後にふとあせに変更）の手により誕生。
- 2006年2月6日ごろ、ホスティング元のサービス停止により正常運営が困難な状況に。
- 2006年2月22日から、新しいホスティング元にて、サービスを続行。専用サーバに。
- 2006年5月ごろより、管理人のHNがふとあせになる。
- 2006年7月26日より、自宅サーバ（ドメイン名:44j.org）が稼働。画像掲示板が置かれる。
- 2007年1月23日より、jewangoサービス開始。後に廃止。
- 2007年7月15日より、国内(さくらad.jp専用サーバ)から、アメリカへの移転作業開始。
- 2008年1月より、アメリカのVPSサーバから、国内ISP業者のサーバへ移転。
- 2008年3月より、オリジナル掲示板スクリプトの作成に着手（ngng.name）。
- 2009年5月より、サービス停止。
- 2010年7月に、サービス再開。

## VPS7からさくら.ad.jpへ
2005年3月12日に管理人が立ち上げた掲示板群。2006年2月ごろ、突如としてVPS7.net側がサービス停止宣言をメールにて一方的に宣言し、一時xreaに"vps7板"を作成し、避難をする。管理人は、このとき「もうへんてこなところで、安く費用があがるとしても避けよう」という心理が働き、sakura.ad.jpへのサーバ移転を決断する。3月より本格稼働しているが、数か月経っても特にサーバトラブルは起きず安定稼働が実現している。

## 使用スクリプト
他の掲示板群と違い、0chスクリプトではなくRainbow Channelスクリプト（現Rainboardスクリプト）を使用している。また、住民がスクリプトに一部改造、新スクリプトを作成し、最新n件という、最新の書き込みを表示できるようにしている。

## 遍歴

### 2006年
- 自宅サーバの稼働により、さらなる掲示板住民へのサービス拡充が期待される。
- OSはFreeBSDを使用しているが、理由は"FreeBSDがcpufreqに対応しているため"である。
- 稼働している自宅サーバはPentium 4-Mプロセッサを搭載したノート型PCであり、Enhanced SpeedStepに対応している。
- 当初NetBSDにてテスト稼働したのであるが、NetBSDがクロック制御、電圧制御に対応しているプロセッサがPentium Mのみの様子であるため、管理人がFreeBSDへ切替えを行うことを決断した。
- NetBSDにて、Pentium 4-MによるEnhanced SpeedStep制御に対応するようになった場合は、FreeBSDより再度乗り換える予定である。
- 2006年8月8日、自宅サーバの運営について経済的に難しい状況になったため、一時停止を管理人が決めた。→無期限停止となった。

### 2007年
- Common Lisp、TeX、Pythonに対する管理人の執着から、何か新しいものが生まれる予定。
- 2007年7月下旬頃に、北米のサーバに移転を行う予定が立った。
- 2007年7月15日より、国内からデータをアメリカのサーバへ移動させる作業が開始される。
- 2007年8月10日、ついに管理人がpythonで作成したcgiスクリプトを公開。
- 2007年10月より、オリジナル掲示板スクリプトの作成が開始される。

### 2008年
- 2008年3月上旬、管理人が仕事を首になる。
- 2008年3月上旬から、オリジナル掲示板スクリプトの作成が再開される。